# Eddoes Talkari
Eddoes Talkari ist ein Eintopfgericht der trinidadischen Küche.

## Etymologie und Geschichte
Die namensgebende Hauptzutat Eddo ist die Knolle von Colocasia antiquorum, einer Pflanze aus der Familie der Zehrwurze, die von chinesischen Einwanderern auf Trinidad eingeführt wurde. Die Pflanze, die als Ganzes ebenfalls als Eddo bezeichnet wird, ist eng mit dem Taro verwandt, dessen Knollen ähnlich aussehen und ähnlich verwendet werden. Der Begriff „Talkari“ bezeichnet auf Trinidad eine Beilage. Er geht auf im 19. Jahrhundert aus Ostindien eingewanderte Kontraktarbeiter zurück, in deren Heimat „tarkari“ ein vegetarisches Curry bezeichnet.

## Zubereitung
Eddos und eine Kartoffel werden in etwa gleich kleine Stücke geschnitten, mit Zwiebeln angebraten und anschließend in Wasser mit würzenden Zutaten wie Frühlingszwiebeln, Knoblauch, langem Koriander, Lauch, Stangensellerie oder Thymian gar gekocht, bis das Gericht eine sämige Konsistenz hat. Das Gericht kann um proteinhaltige Komponenten wie Stückchen vom Kabeljau ergänzt werden, die noch vor den Eddos angebraten werden. Eddoes Talkari werden oft mit Sada Roti gegessen, luftigen Fladenbroten.
Das Gericht kann mit anderen stärkehaltigen Knollen anstelle der Eddos zubereitet werden. Werden zum Beispiel ausschließlich Kartoffeln eingesetzt, heißt das Gericht nach dem Hindi-Wort für Kartoffel Aloo Talkari.